# تشيما دي بروغليو
تشيما دي بروغليو (بالإنجليزية: Cima di Broglio)‏ هو أحد جبال سلسلة جبال الألب ليبونتيني وجزء من القمة الأم فينستيرارون يقع في كانتون تيسينو, سويسرا. يبلغ ارتفاع الجبل حوالي 2385 متر، بينما يبلغ ارتفاع نتوء الجبل 243 متر.